# Мюррей, Дон
Дональд «Дон» Патрик Мюррей (англ. Donald «Don» Patrick Murray; 31 июля 1929, Голливуд, Калифорния — 2 февраля 2024, Голета, Калифорния) — американский актёр.

## Биография
Дон Мюррей родился в Голливуде. После окончания школы он заинтересовался актёрским мастерством и поступил в Американскую академию драматического искусства. В 1950 году состоялся его дебют на телевидении, где он регулярно снимался последующие пять лет. Первой ролью на большом экране для него стал грубоватый ковбой Бо в комедийно-драматическом фильме «Автобусная остановка» с Мэрилин Монро в главной роли, за которого он получил номинацию на «Оскар» как лучший актёр второго плана.
Последующие шесть десятилетий своей карьеры Дон Мюррей работал как на телевидении («Полицейская история», «Тихая пристань», «Она написала убийство», «Крылья»), так и в кино («Шляпа, полная дождя» (1957), «Совет и согласие» (1962), «Малыш, дождь должен пойти» (1965), «Завоевание планеты обезьян» (1972), «Бесконечная любовь» (1981), «Пегги Сью вышла замуж» (1986))
В дополнении к своей актёрской карьере Дон Мюррей проявил себя в качестве режиссёра («Крест и нож» (1970)) и сценариста («Священник для преступников» (1961)). Его вклад в американскую киноиндустрию отмечен звездой на Голливудской аллее славы.
Дон Мюррей дважды был женат. Его первой супругой была актриса Хоуп Лэнг, с которой он познакомился на съёмках фильма «Автобусная остановка». После развода в 1961 году, Мюррей женился на Бетти Джонсон, ставшей матерью его троих сыновей, среди которых композитор Шон Мюррей.
Дон Мюррей умер 2 февраля 2024 года в возрасте 94 лет в своём доме в калифорнийском городе Голета.

## Избранная фильмография
| Год  | Название                   | Оригинальное название              | Роль                         |
| ---- | -------------------------- | ---------------------------------- | ---------------------------- |
| 1956 | Автобусная остановка       | Bus Stop                           | Борегард «Бо» Декер          |
| 1957 | Мальчишник                 | The Bachelor Party                 | Чарли Сэмсон                 |
| 1957 | Шляпа, полная дождя        | A Hatful of Rain                   | Джонни Поуп                  |
| 1961 | Священник для преступников | The Hoodlum Priest                 | отец Чарльз Дисмас Кларк     |
| 1962 | Совет и согласие           | Advise & Consent                   | Брайем Андерсон              |
| 1967 | Королева викингов          | The Viking Queen                   | Юстиниан                     |
| 1972 | Завоевание планеты обезьян | Conquest of the Planet of the Apes | правитель Брек               |
| 1981 | Бесконечная любовь         | Endless Love                       | Хью Баттерфилд               |
| 1983 | Принцесса-квотербек        | Quarterback Princess               | Ральф Мэйда                  |
| 1985 | Радиоактивные грёзы        | Radioactive Dreams                 | Дэш Хэммет                   |
| 1986 | Пегги Сью вышла замуж      | Peggy Sue Got Married              | отец Пегги Сью               |
| 1987 | Сделано в раю              | Made in Heaven                     | Бен Чандлер                  |
| 1987 | Дети Степфорда             | The Stepford Children              | Стив Хардинг                 |
| 1989 | Призраки этого не делают   | Ghosts Can’t Do It                 | Уинстон                      |
| 2017 | Твин Пикс                  | Twin Peaks: The Return             | Бушнелл Маллинс (8 эпизодов) |